# Perstorps köping
Denna artikel handlar om den tidigare kommunen Perstorps köping. För orten se Perstorp, för dagens kommun, se Perstorps kommun.
Perstorps köping var en tidigare kommun i Kristianstads län. 

## Administrativ historik
Perstorps köping bildades 1947 genom en ombildning av Perstorps landskommun där Perstorps municipalsamhälle inrättats 23 maj 1935. 1952 inkorporerades Oderljunga landskommun och 1971 ombildades köpingen till Perstorps kommun.
Köpingen hörde till Perstorps församling och från 1 januari 1952 också Oderljunga församling.

## Köpingsvapnet
Blasonering: I blått fält tre bokfruktskålar av guld, ordnade två och en, och däröver en ginstam av guld, belagd med en blå karp med röd beväring.
Vapnet fastställdes 1948 och registrerades i PRV för kommunen 1974. Bokfrukterna syftar på natur och industri och fisken på karpodling.

## Geografi
Perstorps köping omfattade den 1 januari 1952 en areal av 163,12 km², varav 158,73 km² land.

### Tätorter i köpingen 1960
I Perstorps köping fanns tätorten Perstorp, som hade 4 151 invånare den 1 november 1960. Tätortsgraden i köpingen var då 66,7 procent.

## Politik

### Mandatfördelning i valen 1946-1966
| 1 | 10 | 9 |

| 19 |

| 15 | 7 | 8 | 5 |

| 34 |

| 16 | 5 | 8 | 6 |

| 33 |

| 15 | 6 | 4 | 10 |

| 32 |

| 17 | 6 | 5 | 7 |

| 34 |

| 2 | 16 | 5 | 6 | 6 |

| 33 |